# Paulus Prananto
Paulus Prananto es un deportista indonesio que compitió en judo. Ganó una medalla de bronce en el Campeonato Asiático de Judo de 1966, en la categoría de +80 kg.

## Palmarés internacional
| Campeonato Asiático | Campeonato Asiático | Campeonato Asiático | Campeonato Asiático |
| Año                 | Lugar               | Medalla             | Categoría           |
| ------------------- | ------------------- | ------------------- | ------------------- |
| 1966                | Manila (Filipinas)  | Medalla de bronce   | +80 kg              |